# Benjamin Wilson (slikar)
Benjamin Wilson, angleški slikar, grafik in prirodoslovec, * 21. junij 1721, Leeds, Združeno kraljestvo, † 6. junij 1788, London.

## Življenje in delo
Wilson se je rodil v družini premožnega krojača. Za umetnost so ga navdušile freske Jacquesa Parmentierja, ki so krasile njihov dom. Vendar pa je oče kmalu po tistem obubožal, zato je odšel od doma v London, kjer se je zaposlil kot uradnik. Sčasoma je prišel do položaja, na katerem je imel več prihodkov in prostega časa, tako da je začel študirati slikarstvo. Kmalu se je uveljavil kot eden vodilnih potretistov v Londonu in s tem poklicem postal precej premožen. Pridobil je pokroviteljstvo princa Edvarda in kasneje tudi kralja Jurija III., ki sta mu preskrbela uradno službo slikarja pri vladnem odboru za topništvo.
Poleg tega se je zanimal za kemijo, posebej pa so njegovo pozornost pritegnili električni pojavi. Nasprotoval je Franklinovi teoriji pozitivnega in negativnega električnega naboja, namesto tega je zagovarjal Newtonovo zamisel gravitacijsko-optičnega etra, čigar gostota okrog predmetov je odvisna od stopnje njihove naelektrenosti. Wilsonovo najznamenitejše delo je bil niz poskusov na temo električnih značilnosti turmalina, ki mu je prinesla članstvo v Kraljevi družbi in nekaj drugih evropskih združenjih učenjakov ter več priznanj, med njimi prestižno Copleyjevo medaljo. Raziskoval je tudi luminiscenco, ki jo je utemeljeval z zdaj ovrženo flogistonsko teorijo, je pa pomemben njegov zaključek, da so značilnosti oddane svetlobe odvisne tudi od nečistoč v materialu.
Z ženo je imel sedem otrok, najbolj znan med njimi je njegov tretji sin, general in politik sir Robert Thomas Wilson.